# Hamzah Idris Falatah
Hamzah Idris Falatah (en árabe: حمزة إدريس فلاتة‎, Medina, Arabia Saudita; 8 de octubre de 1972) es un exfutbolista de Arabia Saudita que jugaba en la posición de delantero. Actualmente es entrenador asistente del Al-Ittihad FC.

## Carrera

### Club
| Periodo   | Club          |
| --------- | ------------- |
| 1988–1997 | Ohod Club     |
| 1997–2007 | Al-Ittihad FC |

### Selección nacional
Jugó para Arabia Saudita en 67 ocasiones entre 1990 y 2005 anotando 17 goles, participó en la Copa Mundial de Fútbol de 1994, los Juegos Olímpicos de Atlanta 1996, la Copa FIFA Confederaciones 1999, la Copa Rey Fahd 1992, los Juegos Asiáticos de 1990 y dos ediciones de la Copa Asiática.

## Logros

### Club

#### Ohud
- Saudi First Division : 1991, 1993

#### Al Ittihad
- Saudi Premier League : 1999, 2000, 2001, 2003, 2007
- Saudi King Cup : 1997, 2001, 2004
- Saudi Federation Cup : 1999
- Recopa Asiática : 1999
- AFC Champions League : 2004, 2005
- Arab Champions League : 2005
- Gulf Club Champions Cup : 1999
- Supercopa Saudi-Egipcia: 2001, 2003
- Aparición en la 2005 FIFA Club World Cup

### Individual
- Goleador de la Saudi Premier League: 2000
- Goleador de la Saudi First Division: 1992
- Goleador Árabe: 2000
- Goleador de la Arab Champions League: 1999
- Goleador Histórico del Al-Ittihad con 139 Goles
- Tercer Máximo Goleador Mundial en 2000